# Eric Thompson
Eric Thompson va ser un pilot de curses automobilístiques anglès que va arribar a disputar curses de Fórmula 1.
Eric Thompson va néixer el 4 de novembre del 1919 a Ditton Hill, Surbiton, Surrey i va morir el 22 d'agost de 2015 als 95 anys.

## A la F1
Va debutar a la tercera temporada de la història del campionat del món de la Fórmula 1, la corresponent a l'any 1952, disputant el 19 de juliol el GP de Gran Bretanya, que era la cinquena prova del campionat.
Eric Thompson va arribar a participar en una única cursa puntuable pel campionat de la F1, acabant-la en cinquè lloc i assolí dos punts pel campionat de la temporada 1952.
Fora de la F1 va aconseguir un tercer lloc a les 24 hores de Le Mans del 1951 com a resultat més destacable.

## Resultats a la Fórmula 1
| Any  | Equip                 | Xassís    | Motor       | 1   | 2   | 3   | 4   | 5     | 6   | 7   | 8   | Posició | Punts |
| ---- | --------------------- | --------- | ----------- | --- | --- | --- | --- | ----- | --- | --- | --- | ------- | ----- |
| 1952 | Connaught Engineering | Connaught | Lea-Francis | SUI | 500 | BEL | FRA | GBR 5 | ALE | HOL | ITA | 18è     | 2     |

### Resum
| Curses: | Victòries: | Pòdiums: | Poles: | Voltes ràpides: | Punts: |
| ------- | ---------- | -------- | ------ | --------------- | ------ |
| 1       | 0          | 0        | 0      | 0               | 2      |